# 이돈명
이돈명(李敦明, 1922년 8월 21일 ~ 2011년 1월 11일)은 대한민국의 판사 출신 법조인이다.

## 생애
전라남도 나주 출신으로 호는 범하(凡下)이다. 1950년에 조선대학교 정치학과를 졸업하였고, 1952년 제3회 고등고시 사법과에 합격하였다. 1963년부터 민사사건 전문 변호사로 활동하였다.
1974년 전국민주청년학생총연맹 사건(민청학련 사건)을 맡은 황인철, 홍성우 변호사에게 찾아가 변론에 동참하게 해 줄 것을 요청하면서부터 인권변호사의 길을 걷기 시작하였다. 변호사로서 처음 법정에 선 것은 1975년 시인 김지하의 반공법위반 사건이었다. 이후 3·1민주구국선언사건, 청계피복노조사건, 리영희·백낙청 교수 반공법위반 사건, 동일방직·원풍모방 사건, 송기숙 등의 긴급조치 9호 위반 사건, 크리스천아카데미사건, 통혁당재건사건, YH 사건, 10·26사건의 김재규 변호, 전민학련·전민노련사건, 부산 미문화원 방화사건, 서울대 프락치 사건, 대우자동차 파업사건, 미문화원 점거 농성사건, 부천경찰서 성고문 사건 등 1970~80년대의 주요 시국사건의 변론을 하여 '인권변호사의 대부'로 불리기도 했다.
1988년부터 1991년까지 조선대학교 8대 총장을 역임했다. 2011년 1월 11일 노환으로 사망했다. 향년 90세

## 학력
- 조선대학교 정치학 (학사)

## 경력
- 1952년 제3회 고등고시 사법과 합격
- 1985년 민주통일민중운동연합 지도위원
- 1986년
  - 대한민국 최초의 인권변호사 모임 정의실천법조인회(정법회)를 조직
  - 정의평화위원회 인권위원장
  - 민주사회를 위한 변호사 모임 고문
  - 한겨레신문 상임이사
  - 가톨릭 정의평화위원회 회장
  - 민주헌법쟁취 국민운동본부 공동대표
- 1988년
  - 조선대학교 제8대 총장
  - 인혁당사건 진상규명 및 명예회복을 위한 대책위원회 공동위원장
- 1992년 천주교 정의구현 전국연합 초대회장
- 1995년 민족문제연구소 이사장
- 2001년 민족화해협력 범국민협의회 상임의장
- 2003년 민주항쟁 계승사업회 공동대표
- 상지학원 이사장
- 천주교인권위원회 이사장
- 법무법인 덕수 대표 변호사

## 저술
- 돈명이 할아버지 ISBN 8989608058
- 역사가 이들을 무죄로 하리라 ISBN 9788974430610

## 같이 보기
- 천주교정의구현전국연합

| 전임 박철웅 | 제8대 조선대학교 총장 1988년 9월 6일 - 1991년 9월 5일 | 후임 정병휴 |